# Santuario di Nostra Signora dei Miracoli
Il santuario di Nostra Signora dei Miracoli - già chiesa di San Giovanni Battista - è un luogo di culto cattolico situato nel comune di Cicagna, in piazza Nostra Signora dei Miracoli, nella città metropolitana di Genova. La chiesa è sede della parrocchia di San Giovanni Battista del vicariato della Val Fontanabuona della diocesi di Chiavari.
Le principali festività si celebrano il 14, 15 e 16 settembre (festa della Madonna dei Miracoli) e il 24 giugno nella festività di san Giovanni Battista.

## Storia

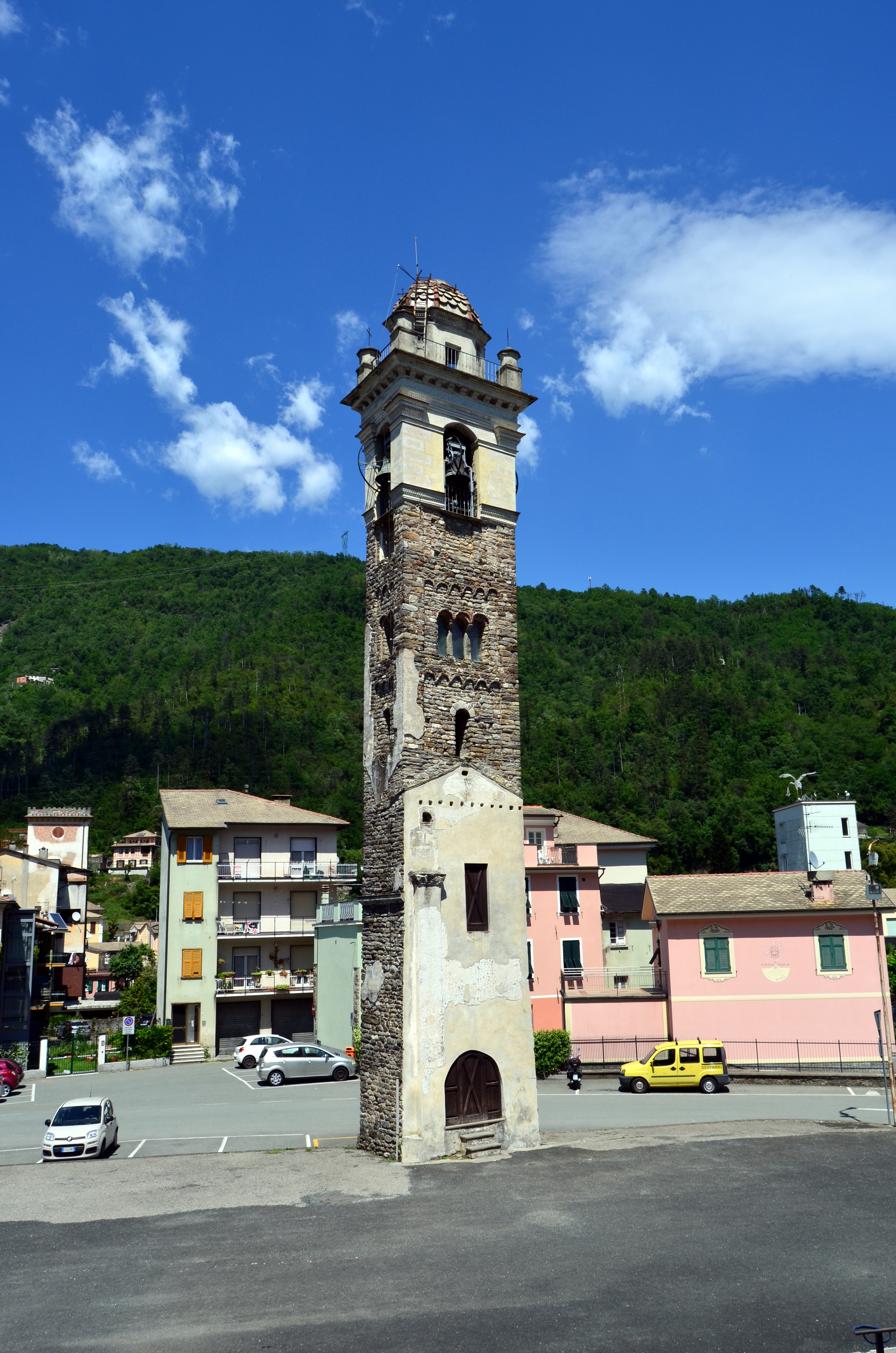
Il campanile originario del primo edificio di culto

La costruzione dell'edificio di culto è legato, secondo una tradizione locale, ad un avvenimento prodigioso avvenuto il 15 settembre del 1537. La leggenda popolare racconta che all'interno dell'antica e preesistente chiesa si conservasse sull'altare maggiore una statua in legno, raffigurante la Vergine Maria, in uno stato alquanto decadente poiché tale effigie si presentava tarlata e scolorita.
Secondo il racconto locale la statua, il mattino del 15 settembre, durante la celebrazione eucaristica del vice parroco Domenico da Varese, si trasfigurò ravvivando improvvisamente le tinte e diventando splendente; nel racconto si aggiunge che i fiori, appassiti e posti vicino all'immagine, ritornarono in quella mattina a rifiorire. L'evento, così come altri fatti straordinari avvenuti a Cicagna e nella val Fontanabuona, vennero ben presto considerati dagli abitanti fontanini come eventi miracolosi, incentivando così il culto verso la Madonna dei Miracoli.

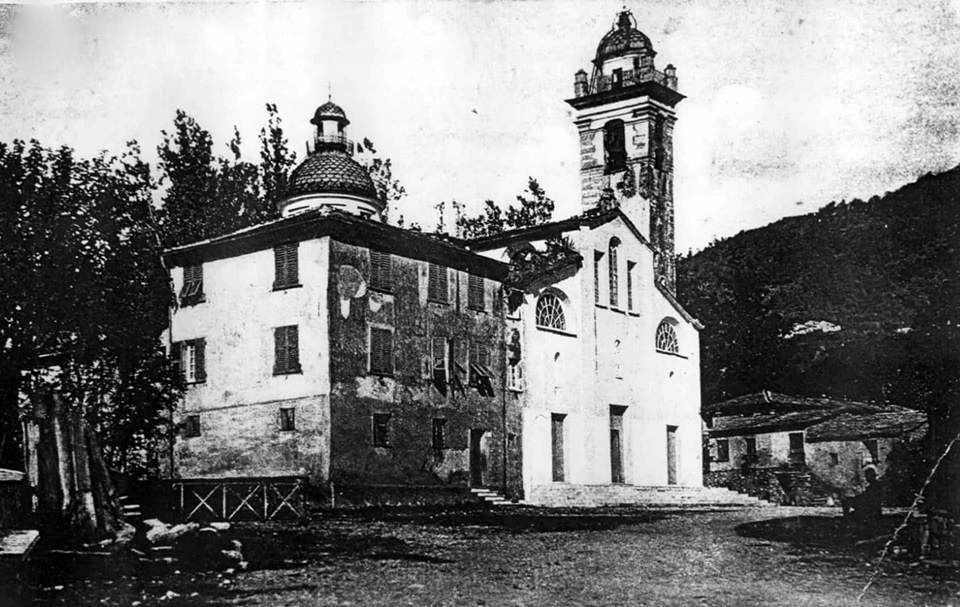
Immagine di inizio Novecento della precedente chiesa parrocchiale

La statua, ritenuta da alcuni oramai miracolosa, venne incoronata il 14 settembre del 1790 con due corone in oro. Nel 1797, nel pieno dell'invasione francese in Liguria di Napoleone Bonaparte (Campagna d'Italia), il senato della Repubblica di Genova ne ordina la confisca così come per altri oggetti in metallo prezioso come oro e argento; gli abitanti di Cicagna riuscirono, a stento e con sacrifici, a riscattare le due corone della statua. Il 25 agosto del 1799 le truppe francesi, oramai sovrane della neo costituita Repubblica Ligure annessa al Primo Impero francese napoleonico, scatenarono un vero e proprio saccheggio nella valle, tra cui Cicagna e la sua chiesa, e fu in quell'occasione che i soldati d'oltralpe riuscirono a rubare le due corone in oro e diversi vasi sacri; la statua, così come racconta una tradizione locale, fu invece tratta in salvo dagli abitanti nascondendola nei monti di Verzi tra Cicagna e Lorsica.
La dominazione francese causò tra la popolazione diversi malcontenti che scaturirono nel 1810 quando fu arrestato, con l'accusa di ostilità verso il governo napoleonico, l'arciprete di Cicagna don Gerolamo Ferretto; la sua prigionia, durata quindici mesi, fu scontata all'interno della Cittadella di Alessandria.
Don Ferretto, liberato dopo lo sconto della pena, ripropose nel 1814 agli abitanti una seconda incoronazione della statua mariana che avvenne il 14 settembre dello stesso anno. Nel 1905 un nuovo furto, compiuto da ignoti, fece perdere all'immagine le due corone auree che furono prontamente riacquistate nel 1906.

## Descrizione

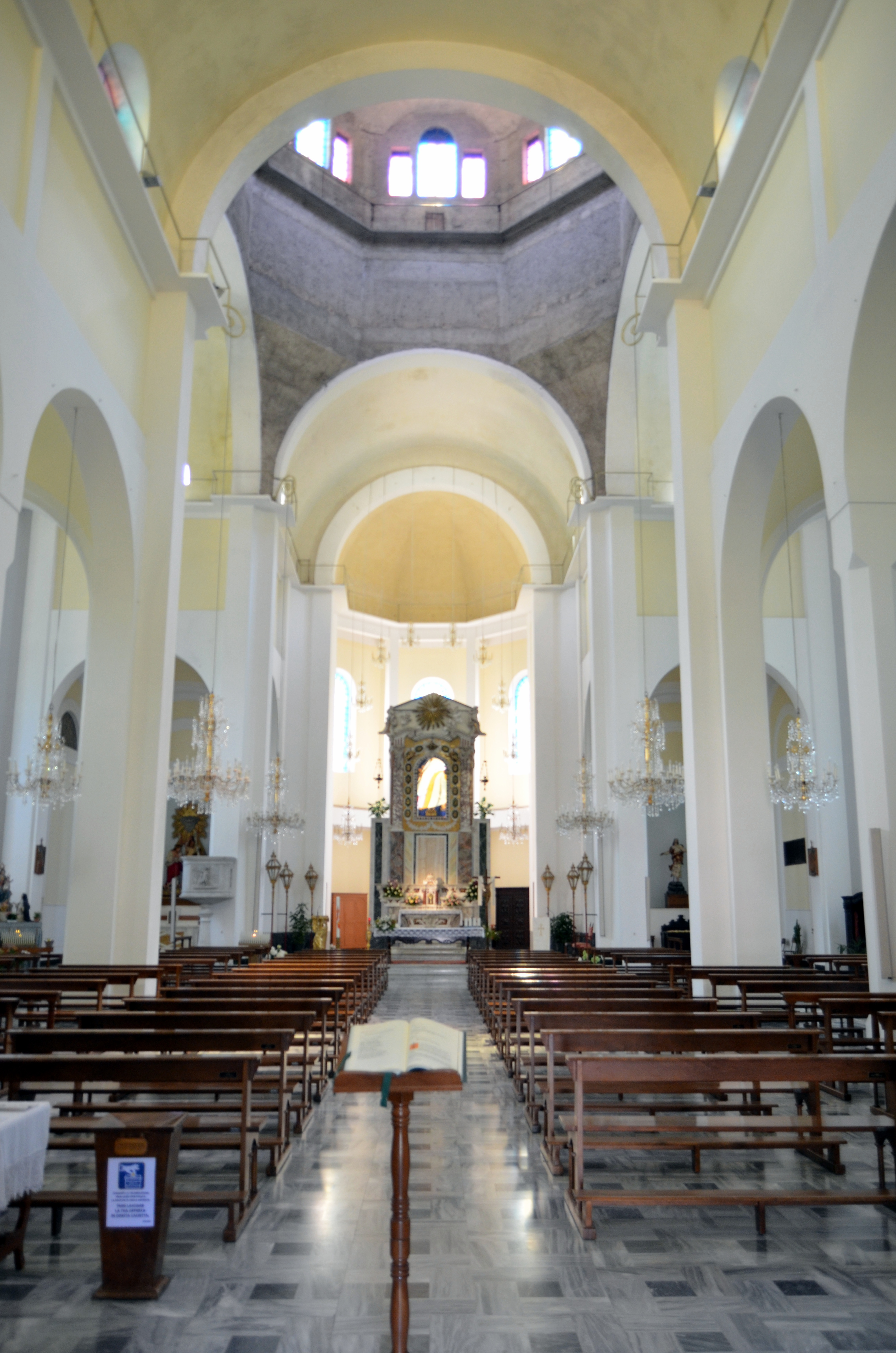
La navata centrale e l'altare maggiore

La nuova struttura dell'edificio, costruito nel corso del 1937, presenta una divisione a tre navate; l'antico campanile, originario della prima chiesa e recentemente restaurato allo stato originale, è posizionato leggermente distaccato e al centro dell'adiacente piazza.
All'interno dell'edificio è conservata la statua processionale dello scultore Antonio Canepa del XX secolo.